# Valentin Lupașcu
Valentin Lupașcu (n. 18 noiembrie 1975, Drăsliceni, raionul Criuleni, Republica Moldova) este un jucător ce evoluează în Republica Moldova la echipa de fotbal Tiligul.
A jucat pentru echipele:
- Cricova (1995-1997)
- Oțelul Galați (1996-1997)
- Nistru Otaci (1997-2008)
- Tiligul (2008-2011)